# Exercices de l'Arquebuse et de la Navigation
Pour les articles homonymes, voir EAN.
Les Exercices de l'arquebuse et de la navigation (EAN) est une société de tir sportif fondée en 1856 à Genève (Suisse).
Son siège est à Genève et son stand de tir au Petit-Lancy. Elle fait partie de la Fédération sportive suisse de tir (FST) et de l'association de tir sportif Arquebusiers de Suisse (Verband Schweizer Vorderladerschützen).
Le stand de tir de St-Georges est équipé pour les distances de 300 m (armes longues), 50 m (carabine petit calibre, pistolet et poudre noire), 25 m (pistolet et poudre noire) et 10 m (carabine et pistolet à air comprimé).
La société concourt sous le nom de Arquebuse Genève.
Ses musées sont situés à l'Hôtel de l'Arquebuse à Genève et à la ferme St-Georges au Petit-Lancy.
Sa devise : « PRO DEO ET PATRIA ».

## Histoire
Les Exercices actuels résultent de la fusion en 1856 de l'Exercice de l'Arquebuse dont les origines remontent sans doute avant 1474 et de l'Exercice de la Navigation fondé vers le milieu du XVIIe siècle. 
Le 4 novembre 1855, l’Exercice de la Navigation accepte sa refonte dans celui de l’Arquebuse. Le Grand Conseil de Genève, en votant la loi du 14 mai 1856, officialise cette fusion qui donne naissance à la Société des Exercices réunis de l’Arquebuse et de la Navigation. La surveillance du Conseil d’Etat (Genève) est maintenue et le gouvernement est toujours chargé d’examiner et d’approuver les statuts. L’acte officiel de la fusion est signé le 23 avril 1858 . 
À cette époque les « exercices » regroupaient ce qu'on appellerait aujourd'hui des militaires qui s'entrainaient à la défense de Genève.
Qu'est-ce que l'arquebuse ? Les mots arquebute, hacquebute, harquebouze, etc. sont synonymes d’arquebuse". On l'appelait aussi canon à main ou couleuvrine à main. L'arquebuse à croc était souvent d'un poids considérable. Elle lançait parfois des balles au plomb.
L'Exercice de la Navigation a été créé par des barquiers qui se retrouvaient au port du Molard. Ils faisaient des concours de « tir à l'oiseau » (ou « papegey »). Le premier « roi du tir » connu est Abraham Gevray en 1677. Le groupe se déplace aux Pâquis et fait bâtir un hôtel en 1723 à l'emplacement de la place actuelle. Cet hôtel a été vendu en 1864, puis démoli en 1923. La place de la Navigation et la rue de la Navigation sont nommés en souvenir de ce groupe et de cet hôtel.

## L'Hôtel de l'Arquebuse
Les travaux de construction de l’Hôtel actuel des EAN ont débuté en 1898 pour se terminer en décembre 1899. Le bâtiment a été inauguré en 1900. Il succède à un ancien bâtiment, appelé Hôtel de la Coulouvrenière (pour les couleuvriniers); il se trouvait plus à l’intérieur de la parcelle. 
La rue du Stand, qui avait été prolongée jusqu’aux rues Basses après la démolition des remparts, est devenue un axe de passage comme elle l’est aujourd’hui. La rue passant devant le cimetière des Rois n’allait pas jusqu’à la rue du Stand; une prolongation a été créée pour assurer la jonction avec celle-ci. Elle fut dénommée rue des Rois en l’honneur des Rois de l’Arquebuse et ceux des autres Exercices. 
De fil en aiguille, le bâtiment appelé Hôtel qui avait été construit en plein champ ou presque, se retrouve au croisement de deux voies de communication. 
L’ancien Hôtel de la Coulouvrenière, construit en 1541, a été restauré et amélioré en 1614, 1694, 1708 1773 et 1778. De 1781 à 1802, c'est l’occupation française;  les occupants obligent l'Exercice del'Arquebuse à vendre l'Hôtel et les troubles intérieurs mirent l'Exercice en  veilleuse pour quelques années. Puis, dans une Genève tendue, instable et occupée, l'Exercice renait et participe aux fêtes; mais il faut attendre la fin des guerres Napoléoniennes en 1814 pour retourner à la tradition; la renaissance de l'Exercice de l'Arquebuse profite de la liberté acquise dans le cadre, nouveau, de la Confédération suisse. Pendant la période d’occupation, l’Hôtel a appartenu au Sieur Crochet qui le revendra à l'Arquebuse, tout en leur intentant un procès que l’Arquebuse gagnera.
La décision de construire un nouvel Hôtel a déjà été prise le 8 mai 1864, mais de nombreuses batailles et votations de la société des Exercices réunis depuis 1856 (Arquebuse et Navigation) vont repousser sa construction qui ne démarrera, comme dit plus haut, qu’en 1898 après 34 ans de discussions ! 
Pour achever cette saga, et malgré la décision de construire un nouvel hôtel, l’ancien hôtel sera restauré en 1878 avec l'inauguration d'une salle des Rois décorée par des tableaux des Rois restaurés eux aussi.

## Le stand de St-Georges

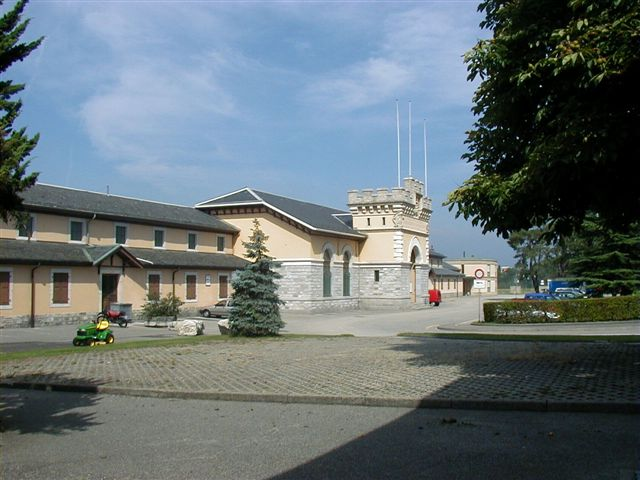
Stand de Saint-Georges au Petit-Lancy.

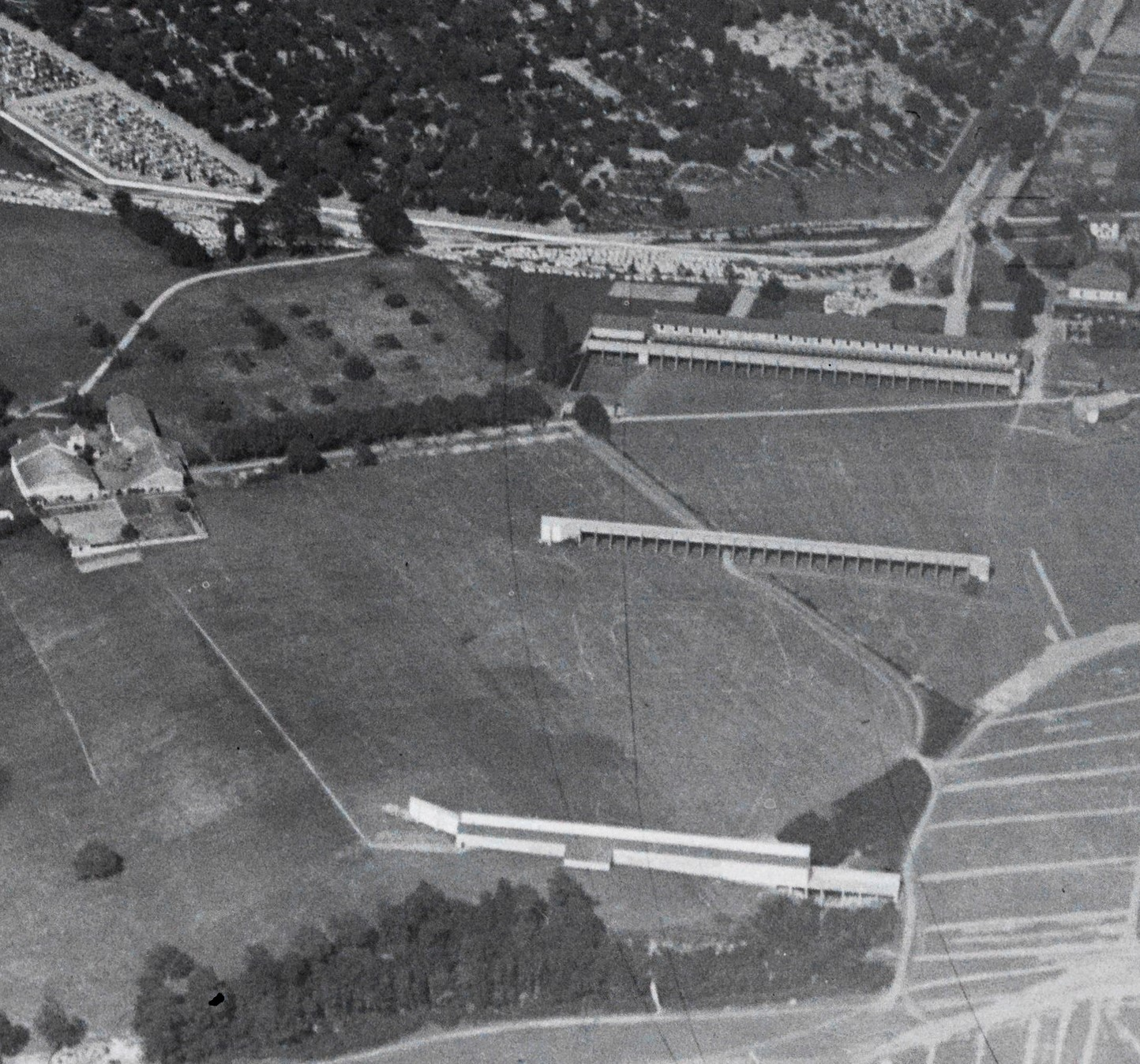
Le stand en 1919.

Le stand de St-Georges (nom du quartier de la commune de Lancy sur laquelle se situe le stand) permet la pratique des disciplines du tir sportif à l'arme longue et à l'arme de poing.
46° 11' 46.62" N 6° 6' 41.28" E

### Équipements du stand

#### Pour l'arme de poing
- 10 m, 2 X 24 lignes de tir au 1er étage avec cibles électronique SIUS au normes ISSF (International Shooting Sport Federation)

Cibles de précision pour Pistolet Air Comprimé[Quoi ?]ou PAC
- 25 m, 30 lignes de tir télécommandées en 6 portiques de 5 cibles

Cible de précision pour PPA (ex-PSPC) et PPC (ex-PSGC) (ISSF)[Quoi ?]
Cible de vitesse pour PPA (ex-PSPC) et VO (ISSF)
Cible d'ordonnance pour AO (armes d'ordonnances suisses)
- 50 m, 18 lignes de tir avec cibles électronique Sius, dont 3 interchangeables rameneurs/électronique

Cible de précision pour AL (ISSF)
Diverses cibles suisses pour AO et PPA (ex-PSPC)<

#### Pour l'arme d'épaule
- 50 m, 24 lignes de tir avec cibles électroniques Sius
- 300 m, 12 lignes de tir avec cibles électroniques Sius

### Historique du stand
Le bâtiment du stand a été inauguré en 1895 après que l'assemblée générale du 20 janvier 1878 a accepté d'acheter les terrains permettant l'exercice du tir. Les travaux commencent en 1883. Les fossés et les cibles étaient terminé en mars 1884 sans tout le confort actuel.

## Sous-sections
Les sociétés de tir en Suisse sont appelées des sections. Ces sections font partie de la Fédération sportive suisse de tir (FST). Dès lors chaque section (société) peut créer des sous-sections regroupant les tireurs par affinité.
Dans l'histoire récente des EAN, quatre sous-sections ont vu le jour :
- la sous-section Le Guidon. Ce groupement fut fondé le 20 novembre 1890 avec pour but principal la formation d'un groupe de tireurs ayant pour mission de représenter les tireurs genevois dans les concours de groupes et sections. À l'époque cette société était essentiellement fermée. Un de ses membres a remporté le titre de champion olympique lors des Jeux olympiques intercalés de 1906 (3 positions à 300 m). Il s'agissait de son directeur de tir Marcel Meyer de Stadelhofen ;
- la sous-section Le Mousqueton fondée 2 décembre 1892. Un de ses membres John Revilliod de Budé fut sacré champion du monde au pistolet à Anvers en 1930 ;
- la sous-section Les Bracailleurs fondé le 8 décembre 1900 ;
- la sous-section des Pistoliers genevois. Cette sous-section a été fondée en 1999. Elle regroupe comme son nom l'indique, les tireurs au pistolet.

## Sources
- Eugène-Louis Dumont, Exercice de l'arquebuse, 1474-1856, Exercices de l'arquebuse et de la navigation, 1856-1974, éd. Exercices de l'arquebuse et de la navigation, Genève, 1974
- David Hiler. Les Exercices de l'Arquebuse et de la Navigation, hier et aujourd'hui : ouvrage publié à l'occasion du 525e anniversaire des Exercices de l'Arquebuse et de la Navigation. Genève, 1999. 144 p.